# Сент-Вінсент і Гренадини на Чемпіонаті світу з водних видів спорту 2015
Сент-Вінсент і Гренадини взяли участь у Чемпіонаті світу з водних видів спорту 2015, який пройшов у Казані (Росія) від 24 липня до 9 серпня.

## Плавання
Плавці Сент-Вінсент і Гренадин виконали кваліфікаційні нормативи в дисциплінах, які наведені в таблиці (не більш як 2 плавці на одну дисципліну за часом нормативу A, і не більш як 1 плавець на одну дисципліну за часом нормативу B):
Чоловіки
| Спортсмен           | Дисципліна          | Попередній заплив | Попередній заплив | Півфінал        | Півфінал        | Фінал           | Фінал           |
| Спортсмен           | Дисципліна          | Час               | Місце             | Час             | Місце           | Час             | Місце           |
| ------------------- | ------------------- | ----------------- | ----------------- | --------------- | --------------- | --------------- | --------------- |
| Шейн Кадоган        | 50 м вільним стилем | 26.70             | 88                | Завершив виступ | Завершив виступ | Завершив виступ | Завершив виступ |
| Шейн Кадоган        | 50 м брасом         | 33.14             | 66                | Завершив виступ | Завершив виступ | Завершив виступ | Завершив виступ |
| Ніколаос Сільвестер | 100 м брасом        | 1:13.12           | 72                | Завершив виступ | Завершив виступ | Завершив виступ | Завершив виступ |
| Ніколаос Сільвестер | 50 м батерфляєм     | 28.39             | 64                | Завершив виступ | Завершив виступ | Завершив виступ | Завершив виступ |

Жінки
| Спортсменка      | Дисципліна   | Попередній заплив | Попередній заплив | Півфінал         | Півфінал         | Фінал            | Фінал            |
| Спортсменка      | Дисципліна   | Час               | Місце             | Час              | Місце            | Час              | Місце            |
| ---------------- | ------------ | ----------------- | ----------------- | ---------------- | ---------------- | ---------------- | ---------------- |
| Іззі Шне Джоахім | 50 м брасом  | 34.09             | 51                | Завершила виступ | Завершила виступ | Завершила виступ | Завершила виступ |
| Іззі Шне Джоахім | 100 м брасом | 1:18.28           | 59                | Завершила виступ | Завершила виступ | Завершила виступ | Завершила виступ |